# Морочковський Семен Филимонович
Семен Филимонович Морочковський (нар. 14 лютого 1897, Сміла — пом. 27 березня 1962, Київ) — український мікробіолог, фітопатолог, доктор біологічних наук, професор; завідувач відділу мікології (1939—1962) Інституту ботаніки імені М. Г. Холодного АН УРСР. Лауреат Державної премії УРСР у галузі науки і техніки (1983).

## Життєпис
Народився в м. Смілі 14 лютого 1897 року, син залізничника, закінчив дворічну школу у Смілі та вчительську семінарію в Черкасах. Відтак вчителював у цих містах. Закінчивши агробіологічний факультет Київського університету, захопився вивченням грибкових хвороб цукрового буряку. Працюючи у Всесоюзному науково-дослідному інституті цукрової промисловості (Київ), захистив кандидатську і докторську дисертації з проблем боротьби з гниттям цієї сільськогосподарської культури. З 1939 року аж до своєї смерті у 1962 році очолював відділ мікології Інституту ботаніки Академії наук України. Брав участь у дослідженнях грибкових хвороб рослин і тварин. Зокрема, стараннями Семена Филимоновича та його колег було розкрито причину таємничої хвороби коней, яка вражала цих тварин у різних республіках СРСР наприкінці 1930-х років. Ученим вдалося знайти і спосіб боротьби з цією хворобою, викликаною, як з'ясувалося, одним із грибків. Під час повоєнного голоду проводив активну роботу зі складання реєстру грибів, які ростуть в Україні. Ці дослідження стали основою для укладення п'ятитомного видання «Визначник грибів України». Воно відзначене Державною премією УРСР.